# فرودگاه شهری رنتون
 فرودگاه شهری رنتون (به انگلیسی: Renton Municipal Airport) یک فرودگاه همگانی با کد یاتا RNT است که یک باند فرود آسفالت و بتن دارد و طول باند آن ۱۶۴۰ متر است. این فرودگاه در شهر رنتون، واشینگتن کشور ایالات متحده آمریکا قرار دارد و در ارتفاع ۹٫۷ متری از سطح دریا واقع شده است.